# Shake (datorprogram)
Shake är en nedlagd(sedan 30 juli 2009) nodbaserad compositor. Utvecklad av datortillverkaren Apple Computer sedan version 2.5 och riktade sig till professionella användare.
Senaste versionen är 4.1.1